# Christian August Hähnel
Christian August Hähnel (* 13. Dezember 1777 in Schneeberg (Erzgebirge); † 7. August 1852 ebenda) war ein sächsischer Kauf- und Handelsherr, Rittergutsbesitzer und Politiker.

## Leben
Hähnel stammte aus der erzgebirgischen Bergstadt Schneeberg, wo er als Kauf- und Handelsherr tätig war. 1816 erwarb er das Schloss und die Grundherrschaft Rauenstein. Auf dem Landtag 1833/34 vertrat er die erzgebirgischen Rittergutsbesitzer in der II. Kammer des Sächsischen Landtags, auf den Landtagen 1836/37 und Landtagen 1839/40 war er Stellvertreter von Georg Heinrich Wolf von Arnim. Das Erb- und Allodialgut Rauenstein mit Lengefeld, Reifland und Marterbüschel verkaufte er 1843 für 60.000 Taler an seinen Neffen Wolfgang von Herder, einem Sohn des sächsischen Oberberghauptmanns und Geologen August Freiherr von Herder.
Er starb 1852 unverheiratet und kinderlos.